# Rice Krispies

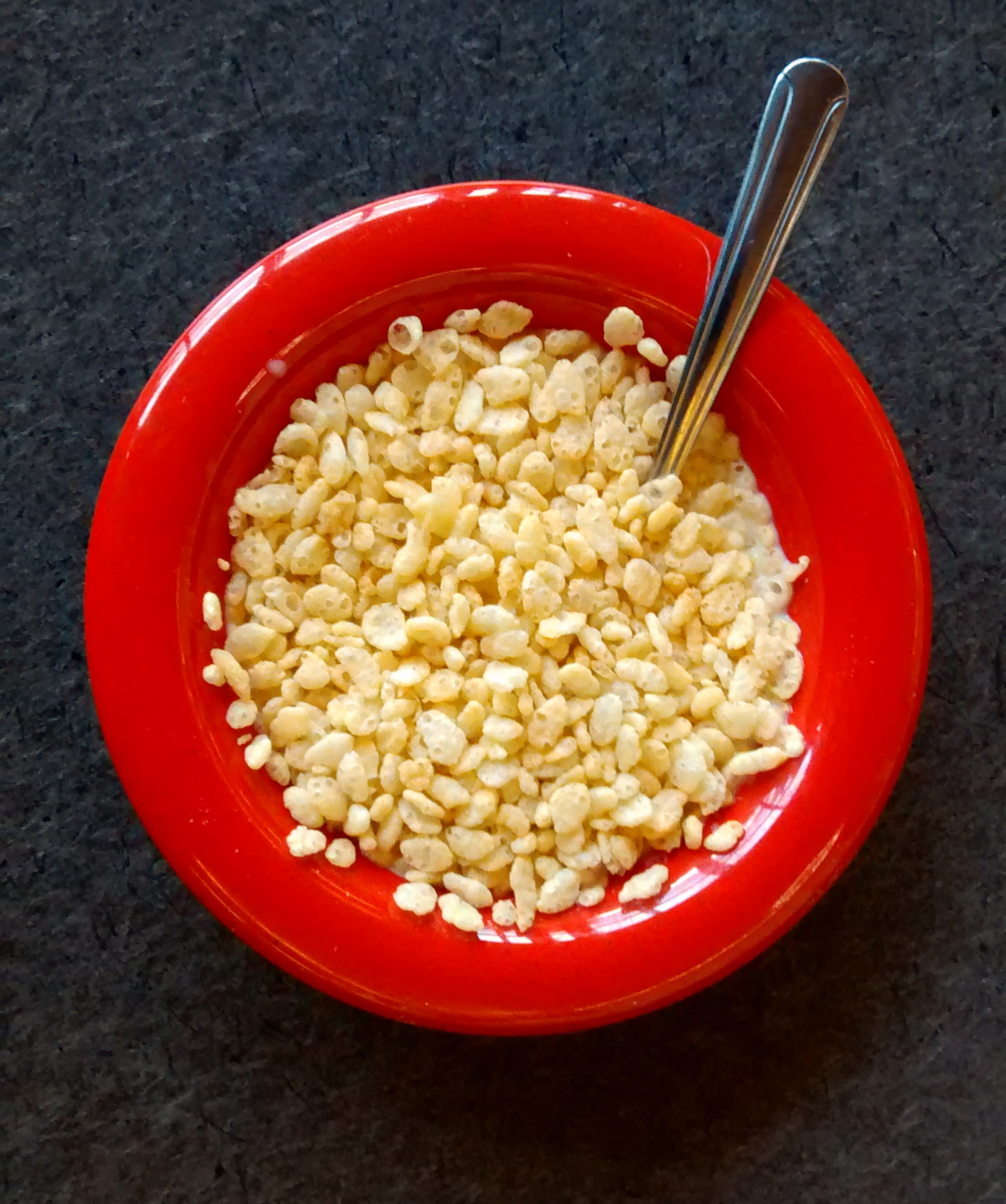
Rice Krispies.

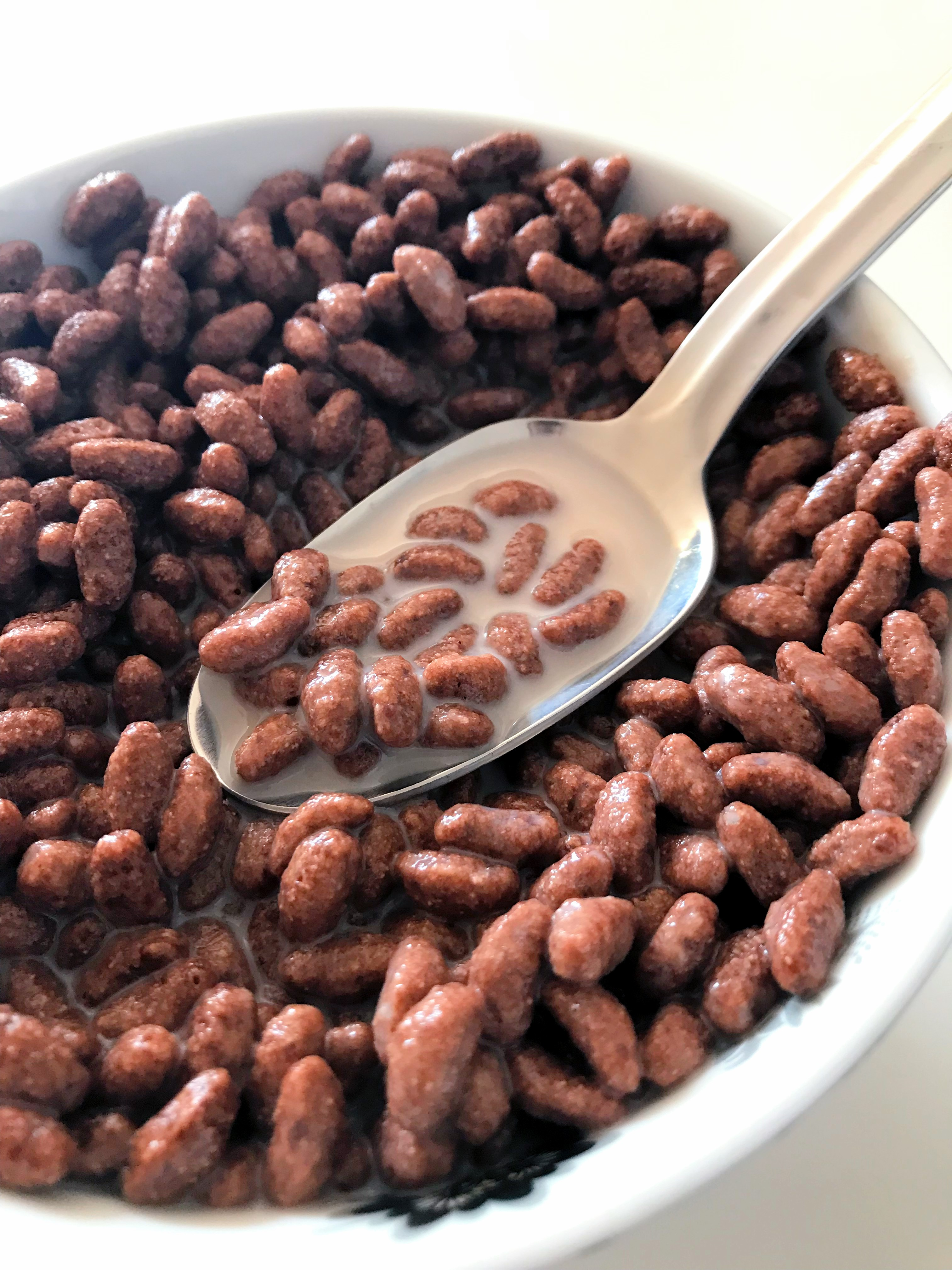
Coco Pops med mjölk.

Rice Krispies är ett varumärke för frukostflingor från Kellogg's som säljs i stora delar av världen. Flingorna består av ris som har rostats och "puffats" genom en process som påminner om popcorn-produktion.
Rice krispies började produceras år 1928. 2004 lanserades Rice krispies multi grain i Sverige. Det är en så kallad extruderad produkt baserad på majs, havre och ris. Det finns varianter med chokladsmak och med jordnötssmör. I Sverige kallas chokladvarianten Coco Pops, och i många andra länder i Europa Choco Krispies.
Flingorna marknadsförs bland annat genom tre alfer kallade Snap, Crackle och Pop.